# 低脂肪食

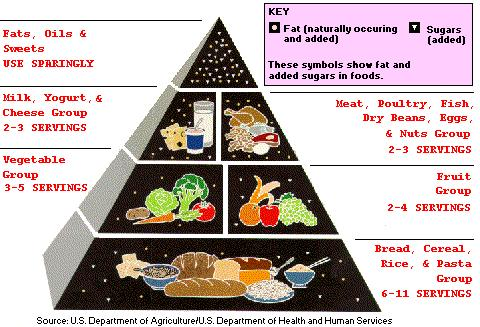
アメリカ農務省の食事ピラミッド(1994年)

食事ピラミッドの新しい版（2010年代）。

低脂肪食（ていしぼうしょく、英:Low-fat diet）は、脂肪や、しばしば飽和脂肪酸やコレステロールを制限する食事法である。心血管疾患や肥満を軽減することが目的である。この食事法はカロリーを減らすことが容易となる。脂質は1グラム当たり9キロカロリーであり、 炭水化物とタンパク質は4キロカロリーであるため、低脂肪にした場合にはより多い量を食べることができる。米国医学研究所（IOM）は、飽和脂肪酸を制限し、肥満を予防するために、脂肪の摂取量を総カロリーの35%に制限することを推奨している。

## 証拠
総脂質摂取量を減らすことは、カロリー摂取量の減少につながり、体重を減らしたり、体重が増加することをおさえる。全体的な利益は小さいが、なお有益である。総カロリー量を減らすほかの食事法と比較して、体重減少の程度には差がないようである。
低脂肪食は心疾患の予防がうたわれている。総カロリーに対する35-40%の低い脂肪摂取量は、総コレステロールとlLDLコレステロールを10から20%減少させることが示されている。このことの大半は飽和脂肪酸の摂取量の減少によるものである。飽和脂肪酸は多くの研究にて総コレステロールとLDLコレステロールを上昇させることが示されており、心疾患の高いリスクとなる相関関係がある。
2013年のランダム化比較試験のメタアナリシスは、低脂肪食が総コレステロールとLDLを減少させたが、低カロリー食ではそうではなかった。低脂肪食、高脂肪食のどちらも明白に推奨することができないことを結論している。
2019年のシステマティックレビューで、糖尿病管理ために6か月以上追跡した20件のランダム化比較試験が見つかり、低脂肪食と低炭水化物食の比較では、基本的に血糖制御、体重と脂質に有意な差はなかったが、一部の研究では低炭水化物食が有利であった。地中海食では、体重とHbA1cのより大きな減少と糖尿病の薬を必要としない時期が長かった。完全菜食とマクロビオティックでは血糖制御の改善、菜食ではより大きな体重減少とインスリン感受性を示した。結論としてよりよい血糖制御のために完全菜食、菜食、地中海食を導入すべきという証拠が見つかり、調査のためにより長期の試験が必要とされる。

## 栄養学的な観点
1977年に「米国の食事目標」が報告されたとき、全900ページほどあるその「補足見解」という報告書の多くは脂肪の問題点について当てられ、動物性脂肪の摂取を減らすという目標につながり、飽和脂肪酸の摂取を減らすという指針が作られた。そうして、脂肪の種類を大衆が判断するのは難しいと考えた栄養学者たちは、「脂肪は良くない」という単純化されたメッセージを作り、脂肪を30%に制限するという推奨は専門家の間でも定着し、多くの脂肪を摂取した人々よりも健康状態が良いという研究結果が得られることが期待された。実際に、長期的に低脂肪食が良いと示した研究が存在したということではない。
「脂肪は良くない」という1960年代から続いている神話は、過剰な単純化であり、そうした食事や脂肪を含まない食品を生み出してきたが、効果はないと考えられる。脂肪が摂取カロリーの40%程度を占めるギリシャの伝統食である地中海食は、日本の伝統食並みに心臓疾患のリスクが低い。実際には、大きく4種類の脂肪が存在し、水素添加された油のトランス脂肪酸と肉や乳製品に含まれる飽和脂肪酸が心血管疾患に関連し、植物油、ナッツ、全粒粉、魚に多い多価不飽和脂肪酸、特にω-3脂肪酸がそうしたリスクを下げる。
2015年にも『米国医師会雑誌』で30%という勧告に異議が唱えられており、最新の2015年の食生活指針ではその上限を撤廃した。